# See My Lawyer (film 1921)
See My Lawyer è un film muto del 1921 diretto da Al Christie. La sceneggiatura di Scott Darling si basa sull'omonimo lavoro teatrale di Max Marcin andato in scena in prima a New York all'Eltinge 42nd Street Theatre di Broadway il 2 settembre 1915. Prodotto dalla casa di produzione dello stesso Christie, il film aveva come interpreti T. Roy Barnes (protagonista della commedia anche a teatro), Grace Darmond, Lloyd Whitlock, Jean Acker.

## Trama

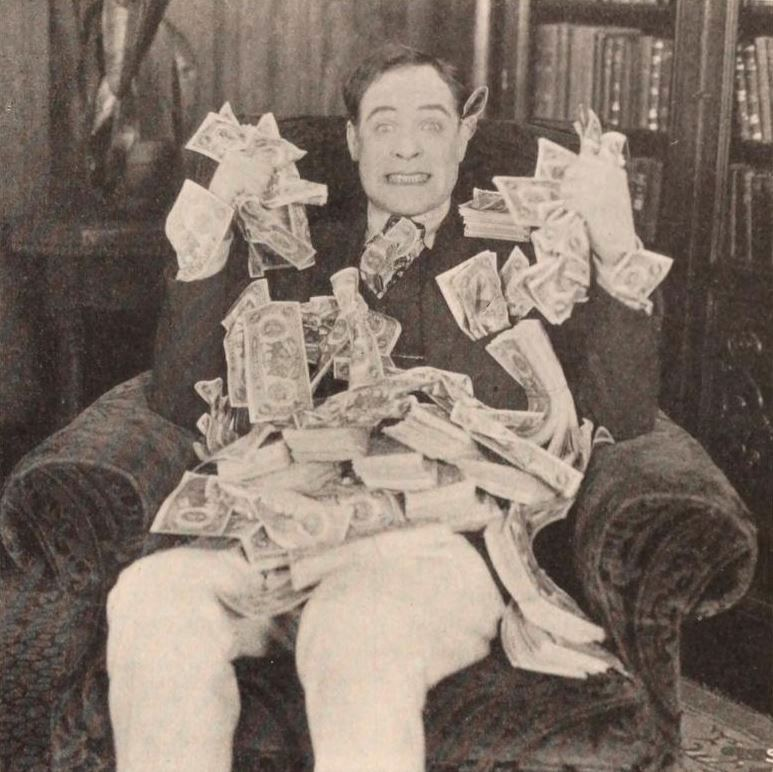
T. Roy Barnes

Robert Gardner e Billy Noble si interessano a una macchina in grado - secondo l'inventore Trueman - di produrre gomma artificiale. Si forma un fondo fiduciario, vengono inviate circolari e viene richiesta una dimostrazione. Quando Billy scopre che l'invenzione è fraudolenta, rifiuta la dimostrazione. L'avvocato del fondo diventa sospettoso e avvisa le autorità postali. Robert si finge impazzito mentre Trueman accetta un'offerta di un milione di dollari per la formula, che gli esperti scopriranno in seguito produce della pavimentazione indistruttibile.

## Produzione
Il film fu prodotto dalla Christie Film Company.

## Distribuzione
Il copyright del film, richiesto dalla Christie Film Co., fu registrato il 13 marzo 1921 con il numero LP16328.

Distribuito dalla Robertson-Cole Distributing Corporation, il film uscì nelle sale statunitensi il 13 marzo 1921. In Portogallo, uscì il 1º maggio 1925 con il titolo Fale ao Meu Advogado.
Copia completa della pellicola si trova conservata all'UCLA Film And Television Archive di Los Angeles.